# Ichneumon tammesae
Ichneumon tammesae is een vliesvleugelig insect (orde Hymenoptera) uit de familie van de gewone sluipwespen (Ichneumonidae). De wetenschappelijke naam van de soort werd in 2016 door Rebecca Kittel gepubliceerd als nomen novum voor Ichneumon varius Muller, 1776. Die naam was in 1763 door Erik Pontoppidan al vergeven aan een andere sluipwesp.
De naam gedenkt Tine Tammes (1871–1947), een Nederlands botanica and genetica.